# Norbert Goscianiak
Norbert Goscianiak (* 2. Juli 1954) ist ein ehemaliger deutscher Fußballspieler.

## Werdegang
Der Stürmer Norbert Goscianiak begann seine Karriere beim Erler SV 08 aus Gelsenkirchen und wechselte im Sommer 1978 zum Zweitligisten Rot-Weiß Lüdenscheid. Dort erzielte er in der Saison 1978/79 acht Tore in 32 Spielen, konnte damit aber den sportlichen Abstieg seiner Mannschaft nicht verhindern. Goscianiak wechselte daraufhin zum Oberligisten SC Herford, mit dem er auf Anhieb Meister wurde und in die 2. Bundesliga aufstieg. Bis 1981 absolvierte Goscianiak noch 56 Zweitligaspiele für die Herforder, in denen er fünf Tore erzielte. Allerdings verpasste der SC Herford im Sommer 1981 die Qualifikation für die eingleisige 2. Bundesliga.